# Delft Instruments
Delft Instruments B.V. ist die Muttergesellschaft einer internationalen Unternehmensgruppe. Sie entstand 1990 durch die Fusion von Oldelft Groep N.V. und N.V. Verenigde Instrumentenfabrieken Enraf-Nonius, zweier Delfter Traditionsbetriebe auf dem Gebiet der Optischen Industrie. Oldelft Group war 1939 von Oscar J. van Leer unter dem Namen Van Leers Optische Industrie gegründet worden. Vorgänger der Verenigde Instrumentenfabrieken Enraf-Nonius war die 1925 gegründete Eerste Nederlandse Röntgenapparaten Fabriek (ENRAF). 
Nach dem Zusammenschluss zu Delft Instruments kaufte die Gesellschaft eine Reihe von internationalen Unternehmen auf und fungiert seither als Holding. Ihre Unternehmen entwickeln, fertigen, verkaufen und warten Hard- und Software für medizinische und industrielle Kunden. Die medizinischen Applikationen umfassen Krebs-Strahlentherapie, Röntgen- und Ultraschall-Diagnostik und digitales Archivieren von Röntgenbildern. Die industriellen Anwendungen umfassen Kontrolle sowie Verwaltung für die Lagerung und den Transport von Öl- und Gas-Produkten. Delft Instruments entwickelt kundenspezifische Komplettlösungen, einschließlich Software, Hardware, Wartung und Service.
Delft Instruments beschäftigt rund 1.100 Mitarbeiter und verzeichnete 2006 einen Umsatz von 243 Millionen Euro. 